# Sonja Aldén

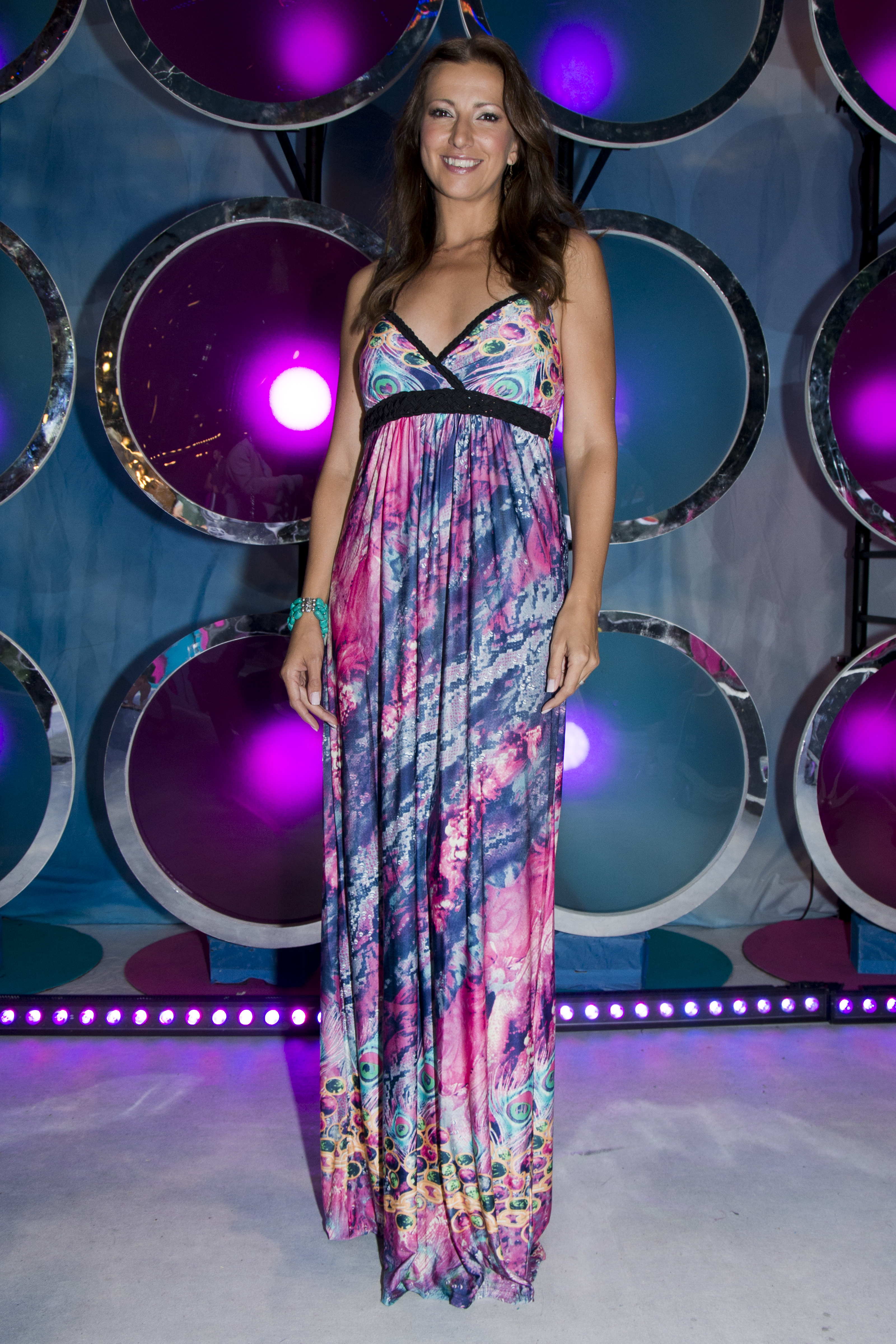
Sonja Aldén på Sommarkrysset

Sonja Annika Maria Aldén (ibland Sonya), född 20 december 1977 i St Albans i Storbritannien, är en svensk sångerska och låtskrivare.

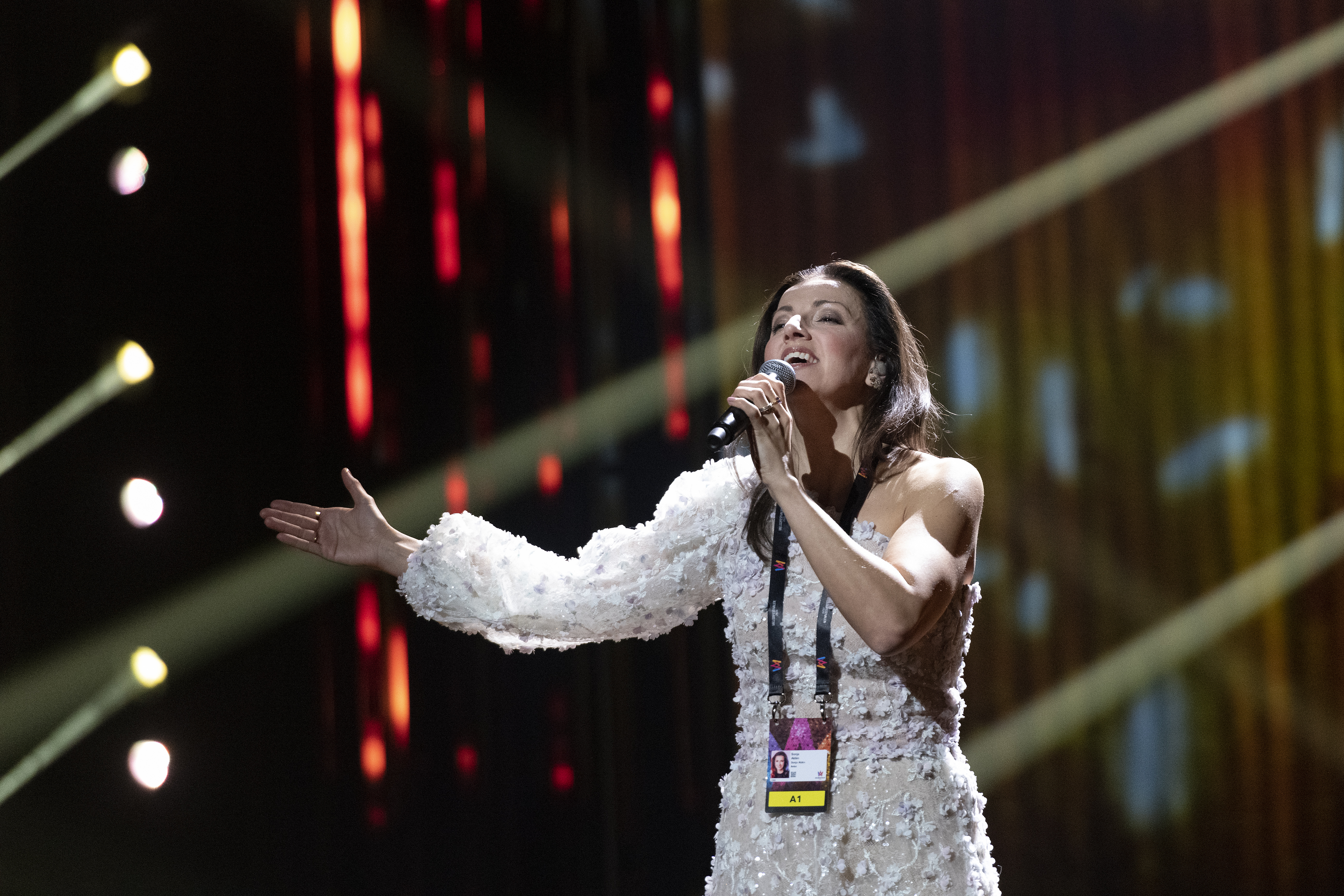
Sonja Aldén under repetitionerna på Melodifestivalen 2020.

## Biografi

### Uppväxt och tidig karriär
Sonja Aldén växte upp i Huddinge och genomgick Adolf Fredriks musikklasser 1987–1993 och därefter Södra Latins Yrkesmusikerlinje med examen 1998.  Under åren 1994–1999 arbetade hon parallellt som musikallärare för ungdomar på à la Carte-teatern i Huddinge, varefter hon engagerades av Wallmans Salonger i Malmö. 2001 var hon gästartist i Tommarpsrevyn Flott & Blandat som sattes upp i Östra Tommarp på Österlen och var sedan sångerska och frontfigur i soul-funk bandet Starfunk. Samma år bildade Aldén artistgruppen Invanity tillsammans med Pelle Arhio, Sofia Lindström och Kristian Tåje, artister med erfarenhet från Wallmans salonger.
Aldén vann finalen i den riksomfattande musiktävlingen Schlagerstjärnan 2004, och åren därefter har Aldén också setts flitigt i TV, till en början oftast som körsångerska till Shirley Clamp. På Shirley Clamps album Den långsamma blomman från 2004 finns låten "Du är allt" som Sonja ensam skrivit både text och musik till, och som har blivit en populär bröllopssång.

### 2000-talet
I Melodifestivalen 2005 tävlade Shirley Clamp med bidraget "Att älska dig", vars text hon samskrivit med Sonja Aldén. I samma års Eurovision Song Contest sjöng Sonja Aldén tillsammans med Caroline Jönsson i kören bakom det litauiska bidraget "Little by Little" av Laura & The Lovers i Kiev. Bidraget kom på sista plats (25:a) i semifinalen med 17 poäng och gick därmed inte vidare till finalen.
I Melodifestivalen 2006 tävlade Aldén som soloartist i den andra deltävlingen i Karlstad med låten "Etymon", då under artistnamnet Sonya. Där fick hon nöja sig med femteplats och tog sig alltså inte vidare i tävlingen. Samma år skrev hon texten till The Poodles bidrag "Night of Passion" som slutade på fjärde plats i finalen med 98 poäng. Aldén sjöng även sin låt när Sveriges herrlandslag i ishockey firades på Medborgarplatsen i Stockholm i maj samma år, efter att ha blivit världsmästare i Lettland.
I Melodifestivalen 2007 deltog Aldén med balladen "För att du finns", som hon skrivit tillsammans med Bobby Ljunggren. Bidraget deltog i deltävlingen i Örnsköldsvik den 17 februari 2007, och slutade på tredje plats vid omröstningen, och tog sig därmed vidare till Andra chansen. Där duellerade bidraget först mot Uno & Irma och sedan mot Magnus Uggla. Bidraget tog sig således vidare till finalen i Globen, där det sedan slutade på sjätte plats.

### Efter Melodifestivalen 2007
Den 25 april 2007 släppte Sonja Aldén albumet Till dig som sålde guld. I mitten av 2007 turnerade hon med RIX FM Festival samt i en turné tillsammans med Sanna Nielsen och Shirley Clamp, Sommar, sommar, sommar.
Under 2007 valdes Sonja Aldén till "Årets nykomling" på Svensktoppen och där också "För att du finns" blev utsedd till årets låt. I januari 2008 vann hon också Rockbjörnen i kategorin "Årets svenska kvinnliga artist" för 2007. Hon blev även trippelt Grammisnominerad i kategorierna: "Årets kvinnliga artist", "Årets nykomling" och "Årets låt" för "För att du finns". Under 2007 släpptes också singlarna "Här står jag" och "Det är inte regn som faller". Samma höst kyrkoturnerade hon även med Christer Sjögren.
Sommaren 2008 turnerade Sonja Aldén återigen med RIX FM Festival. En ny singel släpptes: Nån som du. Under hösten kom singeln "Du får inte". Båda singlarna är tagna från hennes andra album Under mitt tak som släpptes 8 oktober 2008. Själv har hon beskrivit musiken som mer "popvisa"' än "schlager".

### 2010-talet
I Melodifestivalen 2012 deltog Aldén med låten "I din himmel", som hon skrivit tillsammans med Bobby Ljunggren och Peter Boström. Låten slogs ut i den andra deltävlingen i Göteborg den 11 februari 2012.
2013 deltog Sonja Aldén återigen i Körslaget, men var den kör som fick lämna programmet först, i det andra programmet (ingen kör lämnar i första programmet).
Våren 2017 turnerade hon i Sverige med albumet Meningen med livet.
Aldén medverkade i Melodifestivalen 2020, deltävling 1 i Saab Arena i Linköping, men gick inte vidare.

## Solodiskografi

### Album
- Till dig (2007)
- Under mitt tak (2008)
- I gränslandet (2012)
- I andlighetens rum (2013)
- Jul i andlighetens rum (2014)
- Meningen med livet (2017)

### Singlar
- Etymon (som "Sonya") (2006)
- För att du finns (2007)
- Här står jag (2007)
- Det är inte regn som faller (2007, endast digital release)
- Nån som du (2008)
- Välkommen hem (2008)
- Du får inte (2008)
- Innan jag släcker lampan (2010)
- Närmare (2011)
- Till min Bror Robert Brian(2019)
- Sluta aldrig gå (2020)
- Lunchtrubbel (2022)
- Min struliga vän Martin (2022)

## Melodier på Svensktoppen
- "För att du finns" - 2007
- "Här står jag" - 2007
- "Det är inte regn som faller" - 2007-2008
- "Du får inte" - 2008
- "Du är en del av mig" - 2009, med Uno Svenningsson
- "Innan jag släcker lampan" - 2010
- "Ljusa ögonblick" - 2010

### Missade listan
- "Nån som du" - 2008
- "Another Winter Night" - 2008, med Shirley Clamp och Sanna Nielsen
- "En del är vackra när de dör" - 2009